# Li Zehou
Li Zehou (kinesiska: 李泽厚), född 13 juni 1930 i Daolin i Ningxiang i Hunan, död 2 november 2021 i Colorado, USA, var en kinesisk historiker, filosof och regimkritiker, under senare år bosatt i USA.
Han har beskrivits som en av de främsta kännarna av kinesisk filosofi, historia och kultur. Efter att han kritiserat de kinesiska myndigheternas hantering av protesterna och massakern på Himmelska fridens torg 1989 blev hans verk förbjudna i Kina. Han blev därefter inbjuden till USA för att föreläsa, och fick sedermera permanent uppehållstillstånd där.